# 三ヶ辻山
三ヶ辻山（みつがつじやま）は、富山県南砺市と岐阜県大野郡白川村にまたがる山。標高は1,764 m。山頂は池塘があり、ニッコウキスゲの群落がある他、眺めが良い。
富山県登山連盟による富山の百山の一つ。

## 概要
山頂の西側斜面において、二つの池塘が存在し、その周囲にニッコウキスゲの群落がある。また、視界を遮るものがなく山頂の眺めが良い。

## 山名の由来
山頂からそれぞれ人形山方面、芦倉山方面、牛首峠方面の三方に尾根が伸びる形から山名が付けられた。
この山は、富山県側でミツガツジヤマ、岐阜県側でサンガツジヤマと言う。

## 登山
人形山からの分岐点から約40分で山頂につく。